# 拉斐尔·梅里·德尔瓦尔
拉斐尔·梅里·德尔巴尔（義大利語：Rafael Merry del Val，1865年10月10日—1930年2月26日），是来自西班牙的罗马教廷枢机。他是庇护十世的亲信助手，在庇护十世当选教宗后，他于1903年至1914年期间担任教廷国务枢机卿。